# Arnulf Meffle
Arnulf Meffle   (Schutterwald, 1 de desembre de 1957) és un exjugador d'handbol alemany, ja retirat, que va competir durant les dècades de 1970 i 1980.
El 1984 va formar part de la selecció de la República Federal Alemanya que va guanyar la medalla d'argent a les Olimpíades de Los Angeles. Hi va jugar tots sis partits, i va marcar catorze gols.
El 2012 se li va diagnosticar leucèmia.